# Geraldine McCaughrean
Geraldine McCaughrean (Enfield, 6 giugno 1951) è una scrittrice britannica di libri per ragazzi.

## Biografia
Nata Geraldine Jones nel 1951 a Enfield, Londra, da un pompiere e un'insegnante, vive e lavora nel Berkshire. 
Dopo gli studi alla Canterbury Christ Church University ha lavorato presso una casa editrice londinese per dieci anni prima di dedicarsi alla scrittura.
Ha esordito nel 1987 con A Little Lower Than the Angels e in seguito ha pubblicato più di 120 libri tradotti in 27 lingue tra romanzi per bambini e ragazzi, raccolte di racconti e riletture di miti, leggende e fiabe celebri.
Socia della Royal Society of Literature, è tra le poche scrittrici ad aver ottenuto la Carnegie Medal due volte: nel 1988 con Un mucchio di bugie e 30 anni dopo con Alla fine del mondo.

## Vita privata
Sposatasi con John McCaughrean, la coppia ha avuto una figlia, Alisa.

## Opere principali

### Romanzi
- A Little Lower Than the Angels (1987)
- Un mucchio di bugie (A Pack of Lies, 1988), Milano, Mondadori, 1992 traduzione di Maria Pia Chiodi ISBN 88-04-35804-1.
- Gold Dust (1993)
- Il figlio del pirata (Plundering Paradise, 1996), Milano, Mondadori, 1997 traduzione di Emanuela Cutelli ISBN 88-04-43103-2.
- Forever X (1997)
- The Stones Are Hatching (1999)
- The Great Chase (2000)
- Destinazione Florence (Stop the Train!, 2001), Milano, Buena vista, 2005 traduzione di Alessandra Osti ISBN 88-8437-115-5.
- The Kite Rider (2001)
- Showstopper! (2003)
- Smile! (2004)
- Non sarà la fine del mondo (Not the End of the World, 2004), Milano, Salani, 2007 traduzione di Elda Levi ISBN 978-88-6256-119-8.
- The White Darkness (2005)
- Cyrano (2006)
- Peter Pan e la sfida al Pirata rosso (Peter Pan in Scarlet), Milano, Mondadori, 2006 traduzione di Fabio Paracchini ISBN 88-04-56033-9.
- Tamburlaine's Elephants (2007)
- The Death-Defying Pepper Roux (2009)
- Pull Out All The Stops! (2010)
- The Positively Last Performance (2013)
- Middle of Nowhere (2013)
- Alla fine del mondo (Where the World Ends, 2017), Milano, Mondadori, 2019 traduzione di Anna Rusconi ISBN 978-88-04-71544-3.

### Album illustrati
- The Story of Noah and the Ark (1989)
- Saint George and the Dragon (1989)
- The Story of Christmas (1989)
- The Cherry Tree (1991)
- Blue Moon Mountain (1994)
- The Little Angel (1995)
- Unicorns! Unicorns! (1997)
- Hope on a Rope (1998)
- Noah and Nelly (1998)
- Never Let Go (1998)
- Aesop's Fables (1998)
- The Story of the Nativity (1998)
- The Beauty and the Beast (1999)
- Grandma Chickenlegs (1999)
- How the Reindeer Got Their Antlers (2000)
- L'orologio della nonna (My Grandmother's Clock, 2002), Milano, Mondadori, 2003 traduzione di Maria Vago ISBN 88-04-51597-X.
- Bright Penny (2002)
- Fig's Giant (2005)
- Wenceslas (2005)
- Father and Son (2006)
- The Nativity Story (2007)
- Twelve Dancing Princesses (2011)
- Pittipat's Saucer of Moon (2012)
- The Nutcracker (2012)
- Go! Go! Chichico! (2013)
- The White Elephant (2017)
- The Little Mermaid (2019)

## Premi e riconoscimenti
- Carnegie Medal: 1988 vincitrice con Un mucchio di bugie e 2018 vincitrice con Alla fine del mondo
- Michael L. Printz Award: 2008 vincitrice con The White Darkness e 2020 "Honor Book" con Alla fine del mondo[8]
- Premio Andersen: 2020 vincitrice nella categoria "Miglior libro oltre i 15 anni" con Alla fine del mondo[9]